# Anicius dolius
Anicius dolius är en spindelart som beskrevs av Chamberlin 1925. Anicius dolius ingår i släktet Anicius och familjen hoppspindlar. Inga underarter finns listade i Catalogue of Life.